# اوكار
دوار أوكار قرية في جماعة تامري، ضمن عمالة أكادير إداوتنان في جهة سوس ماسة، جنوب المغرب. يبعد عن مركز تامري بحوالي 35 كيلومترًا، ويتميز بموقعه القروي ذي الطابع الجبلي، مما يمنحه مناخًا مناسبًا للأنشطة الزراعية.
يبلغ عدد سكان دوار أوكار أكثر من 200 نسمة، أغلبهم أمازيغ. يعتمد السكان في معيشتهم على الزراعة كمصدر رئيسي للدخل، حيث يزرعون محاصيل متنوعة مثل اليقطين والرمان، الموز، والبابايا. تستفيد هذه الزراعة من مياه سد مولاي عبد الله ووادي أسيف نصرو Asif Nsrou، إضافة إلى الأمطار.
يضم الدوار مدرسة ابتدائية، توفر التعليم للأطفال المحليين، مما يساهم في محاربة الأمية وتعزيز فرص التعلم. أما من حيث البنية التحتية، فلا تزال الطرق المؤدية إلى الدوار غير معبدة بالكامل، مما يجعل التنقل صعبًا خلال فصل الشتاء. كما يضطر السكان إلى الانتقال إلى المناطق المجاورة للحصول على الرعاية الصحية والخدمات الأخرى.